# Índia nos Jogos Olímpicos de Verão de 1948
A Índia competiu nos Jogos Olímpicos de Verão de 1948, realizados em Londres, Inglaterra.